# Симток-дзонг
Симток-дзонг — крепость-монастырь (дзонг), расположенная примерно в пяти километрах к югу от Тхимпху, столицы Бутана. Крепость построил Шабдрунг в 1629 году. Это первый дзонг, основанный Шабдрунгом в процессе укрепления и объединения страны.
Дзонг использовался как монастырь, в последнее время был переоборудован в Буддийский университет, в котором изучают буддизм и язык дзонгка. Расположен в живописном месте в лесу.